# Williams Martínez
Williams Guillermo Martínez Fracchia (Montevideo, 18 de diciembre de 1982-Ib., 17 de julio de 2021) fue un futbolista uruguayo. Jugaba de defensa central y su último club fue Villa Teresa.

## Selección nacional
Fue internacional con la selección uruguaya, donde jugó un único partido internacional.

## Fallecimiento
Se suicidó el 17 de julio de 2021 a los 38 años. La razón fue una depresión provocada por la inactividad que tenía como consecuencia del positivo a Covid-19 que días atrás, le fue comunicado.
En el momento de su muerte, estaba jugando por Villa Teresa.

## Clubes
| Club                 | País       | Año       |
| -------------------- | ---------- | --------- |
| Defensor Sporting    | Uruguay    | 2001-2003 |
| Ferrocarril Oeste    | Argentina  | 2003-2004 |
| Defensor Sporting    | Uruguay    | 2004-2006 |
| West Bromwich Albion | Inglaterra | 2006      |
| Defensor Sporting    | Uruguay    | 2006-2008 |
| Valenciennes FC      | Francia    | 2008      |
| Stade de Reims       | Francia    | 2008-2009 |
| Defensor Sporting    | Uruguay    | 2009-2010 |
| Chacarita Juniors    | Argentina  | 2010-2011 |
| Huachipato           | Chile      | 2011      |
| Palestino            | Chile      | 2012      |
| Cerro Porteño        | Paraguay   | 2013-2014 |
| River Plate          | Uruguay    | 2014      |
| Cerro                | Uruguay    | 2015      |
| Deportivo Táchira    | Venezuela  | 2016      |
| Rampla Juniors       | Uruguay    | 2016      |
| River Plate          | Uruguay    | 2017-2018 |
| A.D. Ceuta           | España     | 2018-2019 |
| Rampla Juniors       | Uruguay    | 2020      |
| Villa Teresa         | Uruguay    | 2021      |